# Полоз перський
Полоз перський (Zamenis persicus) — неотруйна змія роду Полоз-заменіс родини Полозові (Colubridae).

## Опис
Загальна довжина досягає 100 см. За будовою тулуба схожий на ескулапова полоза. Деякий час навіть вважався його підвидом. Лише у 1984 році перський полоз остаточно став окремим видом. Відрізняється чорним або майже чорним забарвленням тулуба зі світлими ділянками на верхньогубних щитках, з боків голови і на нижній стороні голови, відсутністю в малюнку спини білих смужок. 

## Спосіб життя
Полюбляє скелясту, кам'янисту місцину, передгір'я. Ховається серед тріщин, в ущелинах, під камінням. Харчується гризунами, амфібіями.
Це яйцекладна змія. Самиця відкладає до 8 яєць. Молоді полози з'являються через 2 місяці.

## Розповсюдження
Мешкає у південно-східному Азербайджані, північному Ірані.